# Tito Chicoma
Roberto Enrique Chicoma Bancer (Chiclayo, 2 de junio de 1936-Lima, 23 de abril de 2010), conocido por su nombre artístico Tito Chicoma, fue un músico, compositor y trompetista peruano. Alcanzó reconocimiento por haber desarrollado su carrera musical dentro de la música popular, y haber participado en las bandas sonoras de los programas de la televisión peruana.

## Biografía
Nació el 2 de junio de 1936 en Chiclayo, bajo el nombre completo de Roberto Enrique Chicoma Bancer.[cita requerida]
Comenzó su carrera artística en 1959, formando parte de las agrupaciones musicales de Lucho Macedo, Koki Palacios y Mario Cavagnaro. A partir de 1960, se integra a la banda Los Mujica Boys como trompetista.
En el año 1963, alcanzó al estrellato conformando la banda musical del programa televisivo El show del Tío Johnny de América Televisión, de la mano del fallecido presentador Johnny Salim, volviendo a trabajar en la trompeta. Durante esa época, participó en el programa El show de Juan Silva por el mismo canal y prestó su colaboración con el cómico Melcochita para la elaboración de su sencillo «Dos almas» para la disquera MAG.
En el año 1966 lanza con MAG su primer disco Tito Chicoma, comprendiendo sus versiones del grupo musical de cumbia colombiana Los Teen Agers. Al año siguiente, estrena su segundo material El Ritmo de Moda con el mismo formato, y el tercer disco Cumbias y Boogaloos, lanzado en 1968.
A partir de los años 1970, inició su etapa de colaboraciones con la presentadora Yola Polastri, donde se ha desempeñado en los sonidos musicales de sus álbumes musicales La gallina turuleca y El telefonito. Seguidamente, formó su conjunto Tito Chicoma & Orquesta.
Gracias a la fama de su carrera musical, tuvo una aparición especial en el programa Cita en 4 para hacer un dúo con Raphael en el tema «Balada de la trompeta». Además, participó en el concierto del cantautor venezolano Oscar d'León durante su gira en Perú en los años 1980, manteniéndose en la trompeta, volviendo a trabajar con él en una presentación en la Feria del Hogar el año 1983. Adicionalmente, colabora con el cantante español Raphael, para interpretar las notas de la canción «La balada de la trompeta».
En el año 2003 participó en el elenco de músicos del programa concurso Habacilar en el canal quién se desempeñó como productor y director de la banda sonora del dicho espacio, manteniéndose por temporadas consecutivas hasta su renuncia en 2009, debido a sus complicaciones de su salud, siendo reemplazado por su hijo, el reconocido pianista Roberto
Tito Chicoma Jr..
En septiembre de 2009 fue detectado cáncer de páncreas, en el cual fue internado en el Instituto Nacional de Enfermedades Neoplásicas. Vivió sus últimos años en su casa en la urbanización Santa Beatriz, distrito de Lima; donde falleció la tarde del 23 de abril de 2010 en su domicilio a la edad de 73 años. La noticia de su fallecimiento remeció en los medios de comunicación de su país. El cantante y presentador Raúl Romero mostró las condolencias a la familia Chicoma por su deceso durante la emisión de Habacilar, asi otras figuras de la televisión peruana como el presentador Bruno Pinasco y Yola Polastri.

## Discografía

### Álbumes de estudio
- Tito Chicoma (LP, 1966) – MAG
- El Ritmo de Moda (LP, 1967) – MAG
- Cumbias y Boogaloos (LP, 1968) – MAG
- A bailar con Tito (LP, 1968) – MAG
- Salsa y soul andino (LP álbum, 1976) – Dinsa
- Fiebre de salsa (LP álbum, 1976) – Bambu
- ¡Te pasaste Tito! (ELD, 1978) – Odeon
- Disco Zambo (1979) – Odeon
- Te pasaste de ritmo (LP, 1979) – Fénix
- ¡Qué tal selección! (ELD, 1981) – Bambu
- Mejor que nunca (1982) – Iempsa
- Atrevidísimo (LP álbum, 1988) – Iempsa
- Salsa, merengue, cumbia ¡para bailar! (2007) – Mediterráneo Music Latino
- Guaguanco con Tito Chicoma (2015) – Abanico Records

## Televisión
- El show del Tío Johnny (1960s), trompetista y parte del elenco musical.
- El show de Juan García (1960s), trompetista.
- Habacilar (2003-2009), trompetista y parte del staff de músicos.